# سان ماوریتزیو کاناوزه
سان ماوریتزیو کاناوزه (به ایتالیایی: San Maurizio Canavese) یک کومونه در ایتالیا است که در استان تورین واقع شده‌است. سان ماوریتزیو کاناوزه ۱۷٫۵ کیلومتر مربع مساحت و ۹٬۰۹۰ نفر جمعیت دارد.